# Menengai
Le  Menengai est un volcan bouclier avec une grande caldeira situé dans la vallée du Grand Rift, au Kenya. C'est la plus grande caldeira volcanique du Kenya et la deuxième plus grande caldeira volcanique d'Afrique. Les sols riches en loam volcanique ont enrichi les terres agricoles autour de ses flancs.

## Géographie
Menengai est situé à 10 km au nord de Nakuru, la quatrième plus grande ville du Kenya. Il se trouve au fond de la vallée du Grand Rift.

## Histoire
Le volcan dont l'altitude est de 2 278 m s'est formé il y a environ 200 000 ans et la caldeira (12 × 8 km) s'est formée il y a environ 8 000 ans. Le sol de la caldeira est recouvert de  coulées de lave post-caldeira.
Le volcan Menengai est considéré comme l'une des caldeiras de « style Krakatau » les mieux conservées au monde. Menengai a très peu de sédiments dans la caldeira qui est une masse épaisse de rochers de lave et de crêtes inaccessibles. L'activité volcanique se poursuit et un projet pour la production d'énergie géothermique dans le cadre du GDC est à un stade avancé.